# Down Under (chanson)
Pour l’article homonyme, voir Down Under.
Singles de Men at Work
Who Can It Be Now? Be Good Johnny
Down Under (ou Land Down Under) est une chanson du groupe australien Men at Work sortie en single en octobre 1981, extraite de l'album Business as Usual. 
C'est un des plus grands succès du groupe. Il a été classé no 1 en Australie, en Nouvelle-Zélande et dans plusieurs pays d'Europe. La chanson est restée populaire, et est parfois considérée comme un « hymne officieux » de l'Australie.
Le titre devient aussi un tube en Amérique du Nord où il ne sort qu'en 1982. Il se classe en tête des charts canadiens et atteint la première place du Billboard Hot 100 aux États-Unis en janvier 1983. Il est no 4 de l'année 1983.

## Première version
Une première version a été enregistrée en 1980. Elle figure en face B du premier single du groupe, Keypunch Operator, sorti en nombre très limité. La chanson n'a rencontré le succès que lors de la sortie sur l'album Business as Usual.

## Affaire de plagiat
En 2009, l'éditeur Larrikin Music (en) qui avait les droits sur une chanson pour enfants appelée Kookaburra fait un procès pour plagiat d'une partie de la mélodie jouée à la flûte, ce qui a profondément affecté Greg Ham qui avait affirmé avoir improvisé cette mélodie.

## Reprises
Colin Hay, ayant continué une carrière en solo, a repris la chanson en acoustique sur son album Man @ Work de 2003.

## Classements et certifications
| Classement (1981-1983)                    | Meilleure place |
| ----------------------------------------- | --------------- |
| Afrique du Sud (Springbok Radio)          | 2               |
| Australie (Kent Music Report)             | 1               |
| Allemagne (Media Control AG)              | 9               |
| Belgique (Flandre Ultratop 50 Singles)    | 6               |
| Canada (RPM 100 Singles)                  | 1               |
| États-Unis (Billboard Hot 100)            | 1               |
| États-Unis (Mainstream Rock Tracks chart) | 1               |
| Irlande (IRMA)                            | 1               |
| Norvège (VG-lista)                        | 2               |
| Nouvelle-Zélande (RMNZ)                   | 1               |
| Pays-Bas (Single Top 100)                 | 2               |
| Royaume-Uni (UK Singles Chart)            | 1               |
| Suède (Sverigetopplistan)                 | 6               |
| Suisse (Schweizer Hitparade)              | 1               |

| Pays                  | Certification |
| --------------------- | ------------- |
| Australie (ARIA)      | Or            |
| Canada (Music Canada) | Or            |
| États-Unis (RIAA)     | Platine       |
| Royaume-Uni (BPI)     | Platine       |